# شهرستان قره‌بالیق
شهرستان قره‌بالیق (به قزاقی: Қарабалық ауданы، قارابالىق اۋدانى) یک شهرستان در قزاقستان است که در استان قوستانای واقع شده‌ است. شهرستان قره‌بالیق ۲۹٬۵۹۴ نفر جمعیت دارد.